# Bălaia (okręg Buzău)
Bălaia – wieś w Rumunii, w okręgu Buzău, w gminie Smeeni. W 2011 roku liczyła 219 mieszkańców.